# Annunciazione di San Gallo
L'Annunciazione di San Gallo è un dipinto a olio su tavola (185x174,5 cm) di Andrea del Sarto, databile al 1513-1514 circa e conservato nella Galleria Palatina di Firenze.

## Storia
L'opera fu la seconda eseguita da Andrea del Sarto per la chiesa di San Gallo a Firenze, come ricordano l'Anonimo Magliabechiano e il Vasari: dopo il Noli me tangere e prima della Disputa sulla Trinità.
Con l'assedio di Firenze le opere del monastero, retto dagli Agostiniani, vennero trasferite entro le mura, per la precisione in San Jacopo tra i Fossi, infatti nel 1531 il monastero fu raso al suolo dalle truppe di Carlo V. Nella nuova sede vennero ricostruite tutte le capelle come erano nell'altra.
Nel 1557 la pala venne sommersa circa un terzo durante l'alluvione, perdendo la predella. Non è chiaro se questa fosse quella divisa oggi tra la National Gallery of Ireland e il Castello di Warwick (ipotesi respinta da Padovani nel 1986). Vasari dopotutto riporta che ne avesse una dipinta da Pontormo e Rosso Fiorentino.

## Descrizione e stile
La scena si svolge all'aperto, idealmente davanti al porticato del monastero, con la porta San Gallo sullo sfondo, rappresentata ancora nel suo aspetto trecentesco, prima degli aggiornamenti difensivi affettuati dopo l'assedio di Firenze del 1529-1530. Sullo sfondo di un edificio in prospettiva quindi, si vede Maria a sinistra in piedi che, sorpresa dall'annuncio durante la lettura, si volta dinamicamente verso l'angelo, inginocchiato a destra e proteso verso di lei, nonché seguito, fatto assai raro, da altri due angeli che sorridono e indicano la scena. Vicino a Maria si trova un leggio, dove alcune rose, bianche e rosa, ricordano la purezza di Maria e il futuro sacrificio di Cristo, oltre che la firma del pittore. Sopra gli angeli la colomba dello Spirito Santo sta planando dal cielo, non in profilo come al solito ma ruotata di tre quarti verso lo spettatore, in modo da sfruttare tutta la profondità spaziale della pala.
Nello sfondo, su un alto zoccolo, si trova l'edificio classico del monastero di San Gallo, dotato di una terrazza retta da archi dove tre personaggi stanno indicando una figura seminuda alla base dell'edificio, sui gradini d'accesso. Petrioli Tofani nel 1985 parlò di una rappresentazione di Susanna e i vecchioni, anche se la figura in basso sembra più maschile che femminile; Conti nel 1968 come David e Betsabea; Natali nel 1989 pensò invece ad Adamo che, assieme ai due angeli, si riferirebbe all'esegesi agostiniana. Forse si tratta tuttavia di un inserto di genere, come l'artista era solito fare negli sfondi, ad esempio nella sua celebre Ultima cena. 
Stilisticamente la pala mostra figure monumentali solenni, in cui si coglie un'influenza di Fra Bartolomeo e della scuola di San Marco, viva nella prima parte della carriera dell'artista. Il colore ha modulazioni dolci, legate all'influenza di Leonardo da Vinci, mentre una certa libertà compositiva appare derivata dal primo maestro di Andrea, Piero di Cosimo.